# 263613 Enol
263613 Enol è un asteroide della fascia principale. Scoperto nel 2008, presenta un'orbita caratterizzata da un semiasse maggiore pari a 2,2337437 UA e da un'eccentricità di 0,0944712, inclinata di 3,07770° rispetto all'eclittica.